# 中央大橋 (福島県)
中央大橋（ちゅうおうおおはし）は、福島県郡山市の阿武隈川に架かる郡山市道58号田村香久池二丁目線道路橋である。

## 概要
- 全長：191.9 m
  - 最大支間長：47.5 m
- 幅員：14.0 m
- 形式：4径間鋼連続鈑桁橋
- 施工：駒井ハルテック、宮地エンジニアリング、高田機工、楢崎製作所
- 竣工：1988年[1]

郡山市中心部にて一級水系阿武隈川とその左岸に並行する福島県道372号須賀川二本松自転車道線を渡る。東詰は郡山市田村町金谷字下夕川原、東詰は小原田三丁目に位置する。
下流側にかかる細表橋の整備事業として都市計画道路香久池田ノ保下線の橋梁として事業化され、1981年度に着工され建設された。当橋梁の完成により、当時72社、従業員数約7000名を抱える郡山中央工業団地と郡山市街地が最短距離で結ばれた。西側を通る東部幹線や、さらにその先の旧国道4号（福島県道17号郡山停車場線）、国道49号と工業団地とを連絡する働きを持つ。
橋は車道2車線の両側に歩道が設置されている。親柱には郡山市章と市の鳥であるカッコウ、市の花であるハナカツミ、市の木であるヤマザクラがデザインされたレリーフが設置され、高欄は白く塗られている。

## 周辺
- 郡山中央工業団地
  - 郡山市東部体育館・東部スポーツ広場
- 東部幹線

## 隣の橋
- 阿武隈川

日ノ出橋 - 金山橋 - 中央大橋 - 細表橋 - 行合橋